# Daniel Ricciardo
Daniel Joseph Ricciardo AM [ɹiˈkɑ:do] (* 1. Juli 1989 in Perth) ist ein australischer Automobilrennfahrer italienischer Herkunft. Er wurde 2009 britischer Formel-3-Meister. Er war 2010 und 2011 in der Formel Renault 3.5 aktiv und erreichte dort 2010 den zweiten Gesamtrang.
Von 2011 bis 2024 startete Ricciardo in der Formel 1, zunächst für HRT und Toro Rosso. 2014 wechselte er zu Red Bull. 2014 und 2016 errang er den dritten Gesamtrang. 2019 und 2020 fuhr er für Renault und von 2021 bis 2022 für McLaren. Im August 2022 wurde bekanntgegeben, dass Ricciardo in der Saison 2023 nicht mehr für McLaren fahren wird. Er stand zu Beginn der Saison 2023 zunächst als Ersatzfahrer bei Red Bull unter Vertrag. Ab dem elften Rennen der Saison kehrte Ricciardo als Fahrer in die Formel 1 zurück, indem er Nyck de Vries bei AlphaTauri ersetzte.

## Karriere

### Anfänge im Motorsport (2000–2009)
Ricciardo begann seine Motorsportkarriere im Alter von neun Jahren im Kartsport. 2005 wechselte er in die australische Formel Ford und machte seine ersten Erfahrungen im Formelsport. 2006 ging Ricciardo in der asiatischen Formel BMW an den Start und belegte mit zwei Rennsiegen den dritten Gesamtrang. Beim Formel-BMW-Weltfinale, für das er sich qualifiziert hatte, wurde er Fünfter. Darüber hinaus nahm er an zwei Rennen der britischen Formel BMW teil. 2007 wechselte Ricciardo nach Europa in die italienische Formel Renault, in der er Sechster in der Gesamtwertung wurde. Nachdem er bereits 2007 ein paar Rennen im Formel Renault 2.0 Eurocup als Gaststarter absolviert hatte, wurde er 2008 Vizemeister dieser Serie hinter Valtteri Bottas. Noch besser lief es für Ricciardo in der westeuropäischen Formel Renault, in der er den Meistertitel vor Roberto Merhi gewann.
Ricciardo empfahl sich mit seinen Leistungen für ein Cockpit in der britischen Formel-3-Meisterschaft, welches er 2009 bei Carlin Motorsport erhielt. Mit drei Siegen in den ersten vier Rennen sicherte sich Ricciardo schon früh die Führung in der Meisterschaft, die er mit weiteren drei Siegen ein Rennwochenende vor Saisonende in Portimão, wo in der Saison auch an einem Rennwochenende der Formel Renault 3.5 teilnahm, gewann. Ricciardo ist der erste Australier seit David Brabham, der den prestigeträchtigen Meistertitel dieser Serie für sich entschied. Genau wie Brabham gewann Ricciardo den Titel mit einem Volkswagen-Motor. Wie Jaime Alguersuari, der ein Jahr zuvor die britische Formel-3-Meisterschaft gewann, wurde Ricciardo von Red Bull gefördert.

### Formel Renault 3.5 und Formel-1-Debüt mit HRT (2010–2011)
2010 wechselte Ricciardo zu Tech 1 Racing in die Formel Renault 3.5, wo er Teamkollege von Brendon Hartley wurde. Nachdem er bereits bei seinem ersten Rennen die Pole-Position und eine Podest-Platzierung erzielt hatte, holte er in seinem fünften Rennen auf dem Circuit de Monaco seinen ersten Sieg in der Formel Renault 3.5. Mit insgesamt vier Siegen verlor er das Titelduell gegen Michail Aljoschin mit 138 zu 136 Punkten und wurde Vizemeister. Nachdem er im Dezember 2009 bei Testfahrten für Red Bull Racing erste Erfahrungen in der Formel 1 gesammelt hatte, wurde er zusammen mit seinem Teamkollegen Hartley von den Formel-1-Rennställen Red Bull und Toro Rosso als Ersatz- und Testfahrer für die Saison 2010 unter Vertrag genommen. Die beiden Rennfahrer übernahmen zunächst jeweils im Wechsel diese Position. Ab dem Großen Preis von Deutschland übernahm Ricciardo diese Position bei jedem Rennen. Falls beide verhindert waren, wurden sie durch David Coulthard vertreten. Nach der Saison absolvierte Ricciardo für Red Bull Racing bei den sogenannten Young-Driver-Days zwei Formel-1-Testtage. Er erzielte an beiden Tagen die Bestzeit. Dabei gelang es ihm die schnellste Zeit des vorangegangenen Rennwochenendes, die sein Teamkollege Sebastian Vettel im Qualifying erzielt hatte, zu unterbieten.

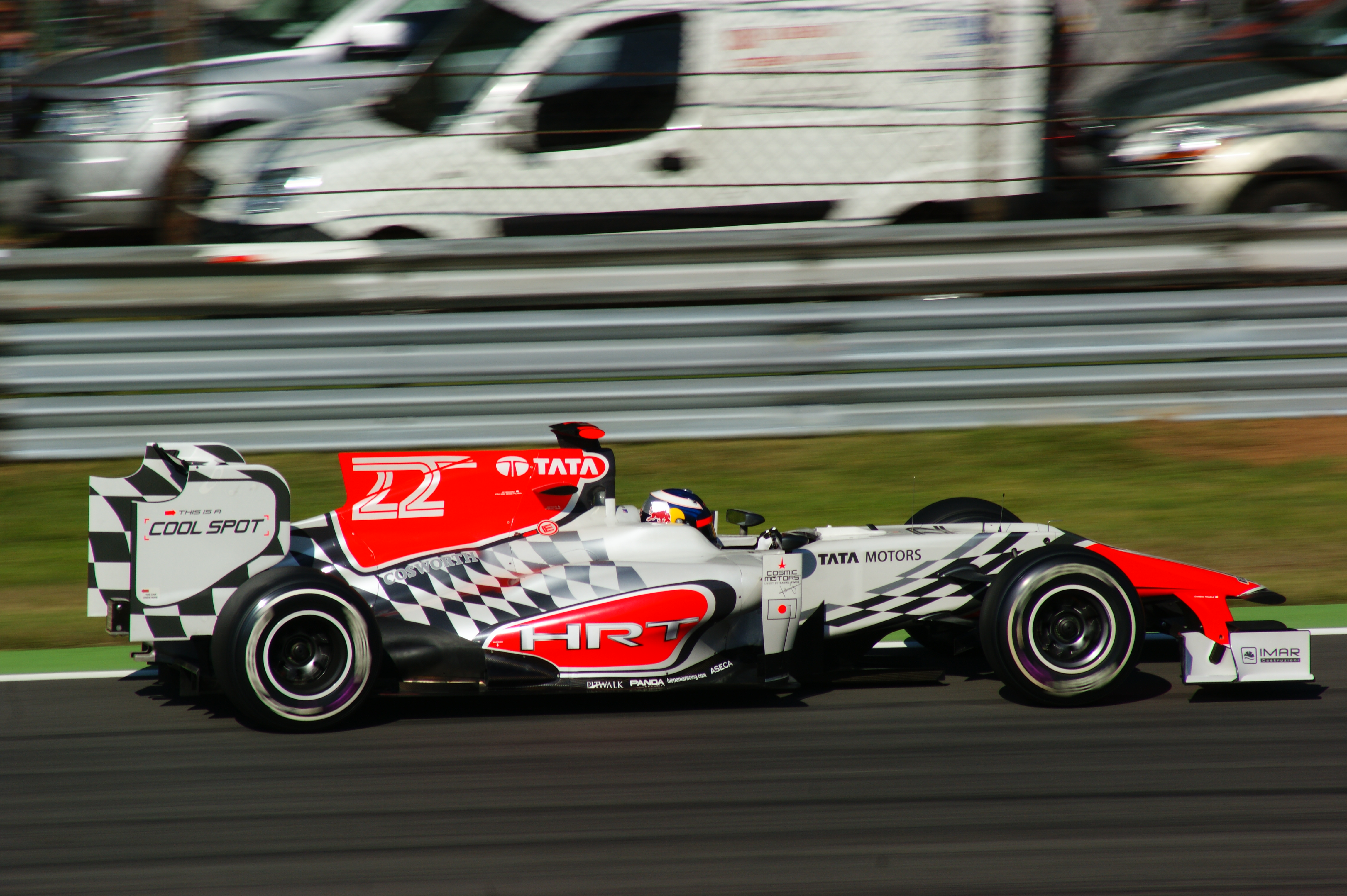
Ricciardo im HRT beim Großen Preis von Italien 2011

2011 absolvierte Ricciardo seine zweite Saison in der Formel Renault 3.5 für ISR. Wegen Terminüberschneidungen wurde Ricciardo beim Saisonauftakt und -finale der Formel Renault 3.5 durch Lewis Williamson vertreten. Ricciardo entschied das Rennen in Monte Carlo für sich und stand insgesamt sechs Mal auf dem Podium. Er schloss die Saison auf dem fünften Meisterschaftsplatz ab. Darüber hinaus übernahm Ricciardo 2011 zunächst erneut die Testfahrerposition bei Red Bull und Toro Rosso. Bei Toro Rosso trat er bei den ersten acht Großen Preisen in dieser Funktion am ersten freien Training an. Ab dem Großen Preis von Großbritannien übernahm er das HRT-Cockpit von Narain Karthikeyan und debütierte in der Formel 1. Am Saisonende lag er auf dem 27. Platz der Fahrerweltmeisterschaft. Gegen seinen Teamkollegen Vitantonio Liuzzi gewann er das interne Rennduell mit 6:3.

### Formel 1 (2012–2024)
2012 startete Ricciardo zusammen mit Jean-Éric Vergne für Toro Rosso in der Formel 1. Bereits beim Saisonauftakt, seinem Heim-Grand-Prix in Australien erzielte er mit einem neunten Platz zum ersten Mal Punkte in der Formel 1. Diese Platzierung erreichte er bei drei weiteren Rennen der Saison. Mit insgesamt sechs Punkteplatzierungen schloss er die Saison auf dem 18. Platz der Fahrerwertung ab. Er unterlag Vergne intern mit 10 zu 16 Punkten.
2013 blieben Ricciardo und Vergne bei Toro Rosso. Beim Großen Preis von China erzielte er mit dem siebten Platz sein bis dahin bestes Resultat in der Formel 1. In Großbritannien qualifizierte Ricciardo sich für den fünften Startplatz. Im Rennen fiel er auf Platz acht zurück. Riccardo beendete das Jahr auf dem 14. Platz der Fahrerwertung. Mit 20 zu 13 Punkten setzte er sich intern gegen Vergne durch.

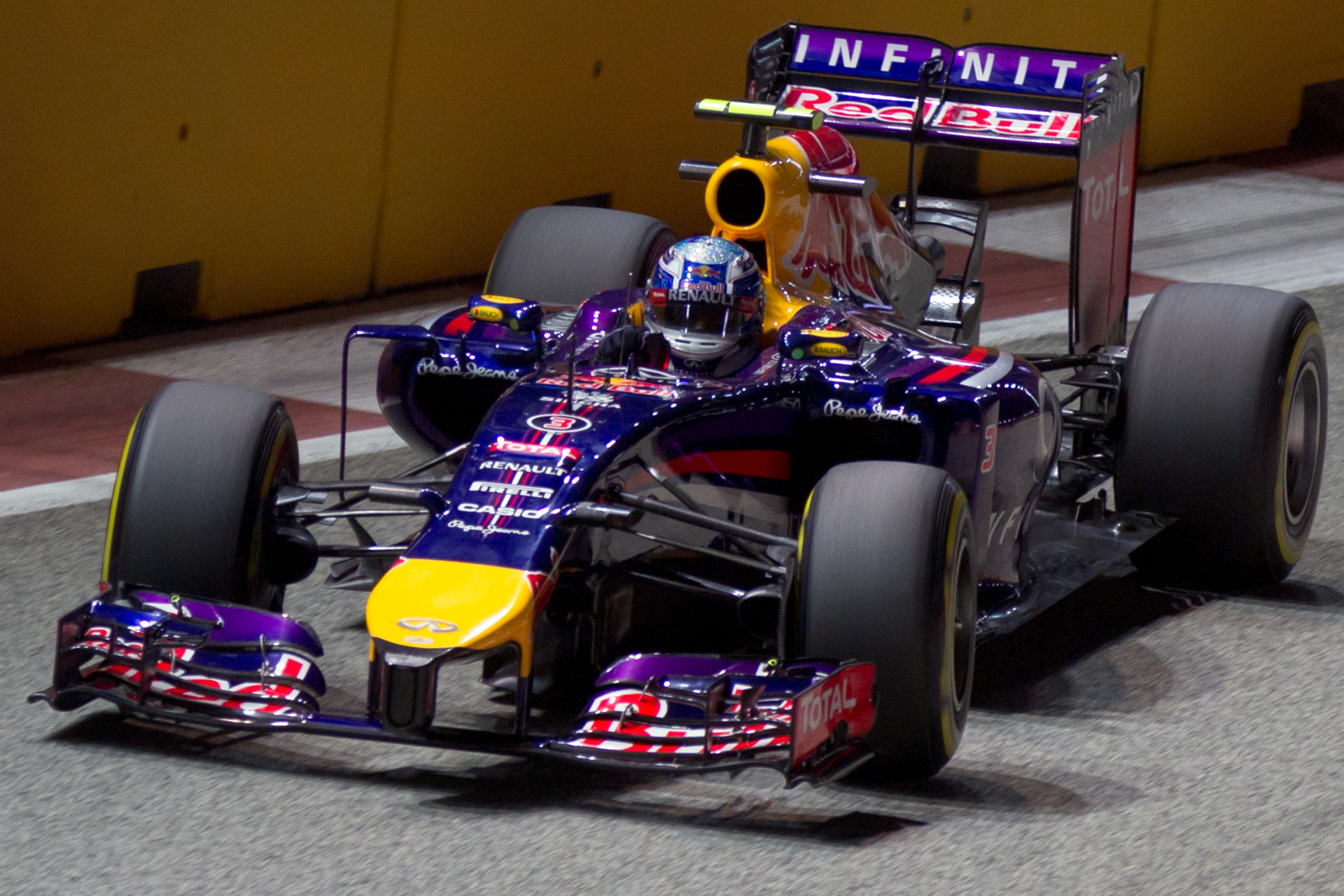
Ricciardo im Red Bull beim Großen Preis von Singapur 2014

2014 erhielt Ricciardo ein Cockpit beim Toro-Rosso-Schwesterteam Red Bull Racing. Sein Vertrag mit dem Rennstall lief mindestens drei Jahre. Ricciardo wurde damit zum Nachfolger seines Landsmannes Mark Webber und Teamkollege des vierfachen Weltmeisters Sebastian Vettel. Bei Einführung der permanenten Startnummern wählte er die #3 in Erinnerung an Dale Earnhardt und da es die erste Nummer seiner Kartkarriere war. Bereits bei seinem ersten Einsatz in Australien stand er als Zweiter auf dem Podium. Da sein Red Bull RB10 jedoch die maximal zulässige Benzindurchflussmenge während des Rennens mehrfach überschritten hatte, wurde er nach dem Rennen disqualifiziert. Beim dritten Rennen in Bahrain startete Ricciardo nach einer Startplatzstrafe wegen eines unsicheren Boxenstopps im vorherigen Rennen vom 13. Platz und verbesserte sich im Rennen auf die vierte Position. Damit erzielte er sein bis dahin bestes Formel-1-Resultat. Diese Platzierung wiederholte Ricciardo beim nächsten Rennen in China. Beim Großen Preis von Spanien 2014, dem fünften Rennen, gelang Ricciardo mit einem dritten Platz schließlich die erste Podest-Platzierung. Dieses Ergebnis wiederholte er beim Großen Preis von Monaco. Beim darauf folgenden Rennen in Kanada übernahm Ricciardo drei Runden vor Ende erstmals die Führung und erzielte seinen ersten Sieg. Beim Großen Preis von Ungarn verbesserte sich Ricciardo in den letzten Runden mit besseren Reifen vom dritten auf den ersten Platz und gewann sein zweites Rennen. Im darauf folgenden Rennen in Belgien gewann Ricciardo ein weiteres Mal. Ricciardo war mit drei Siegen der einzige Sieger, der nicht für Mercedes fuhr. Insgesamt stand er achtmal auf dem Podium. Ricciardo verbesserte sich in der Fahrerwertung auf den dritten Platz und erzielte damit seine bis dahin beste Formel-1-Gesamtplatzierung. Teamintern setzte er sich mit 238 zu 167 Punkten gegen Vettel durch.
2015 erhielt Ricciardo mit Daniil Kwjat einen neuen Teamkollegen bei Red Bull. Beim Großen Preis von Ungarn wurde er Dritter und in Singapur erreichte er den zweiten Platz. Ricciardo unterlag intern Kwjat mit 92 zu 95 Punkten und wurde Achter in der Fahrerweltmeisterschaft.
2016 blieb Ricciardo bei Red Bull. Kwjat begann die Saison als sein Teamkollege, wurde jedoch nach dem vierten Rennen durch Max Verstappen ersetzt. In Monaco erzielte Ricciardo seine erste Pole-Position in der Formel 1. Im Rennen verlor er die Führung nach einem schlechten Boxenstopp seines Teams an Lewis Hamilton und wurde schließlich Zweiter. Beim Großen Preis von Ungarn erreichte er den dritten Platz und eine Woche darauf in Deutschland gelang ihm ein weiteres Mal der zweite Platz. Anschließend wurde er auch Zweiter beim Großen Preis von Belgien und beim Großen Preis von Singapur. In Malaysia gelang Ricciardo sein erster Saisonsieg. Nach einem dritten Platz in den USA kam er beim Großen Preis von Mexiko zunächst als Fünfter ins Ziel, wurde aber noch Dritter nach Zeitstrafen für Verstappen und Vettel, der Ricciardo bei dessen Überholmanöver geschnitten hatte. Damit sicherte er sich bereits zwei Rennen vor Saisonende zum zweiten Mal den dritten Platz in der Fahrerwertung. Ricciardo war 2016 der einzige Fahrer, der jedes Rennen beendete. Nur beim Großen Preis von Russland schaffte er es dabei nicht in die Punkteränge. Insgesamt erzielte er 256 Punkte.
2017 bildeten Ricciardo und Verstappen erneut das Red-Bull-Fahrerduo. Beim Großen Preis von Spanien, im Großen Preis von Monaco sowie beim Großen Preis von Kanada wurde er Dritter. In Aserbaidschan gewann er erstmals in der Saison. Ein Rennen später wurde er Dritter beim Großen Preis von Österreich. Auch in Belgien erreichte er Platz drei. Beim Großen Preis von Singapur wurde er Zweiter, bei den darauf folgenden Großen Preisen von Malaysia und Japan Dritter. Am Saisonende belegte er den fünften Platz der Fahrerwertung mit 200 Punkten.
2018 ging Ricciardo erneut für Red Bull an den Start. Er gewann das dritte Rennen, den Großen Preis von China. Sein zweiter Sieg gelang ihm in Monaco. Am Saisonende lag er auf dem sechsten Platz der Fahrerwertung mit 170 Punkten.
2019 wechselte Ricciardo zu Renault. Sein Teamkollege wurde Nico Hülkenberg. Ricciardo beendete den Großen Preis von Japan als Sechster, wurde jedoch Tage später aufgrund eines Protestes von Racing Point disqualifiziert. Am Saisonende belegte er den neunten Gesamtrang mit 54 Punkten.

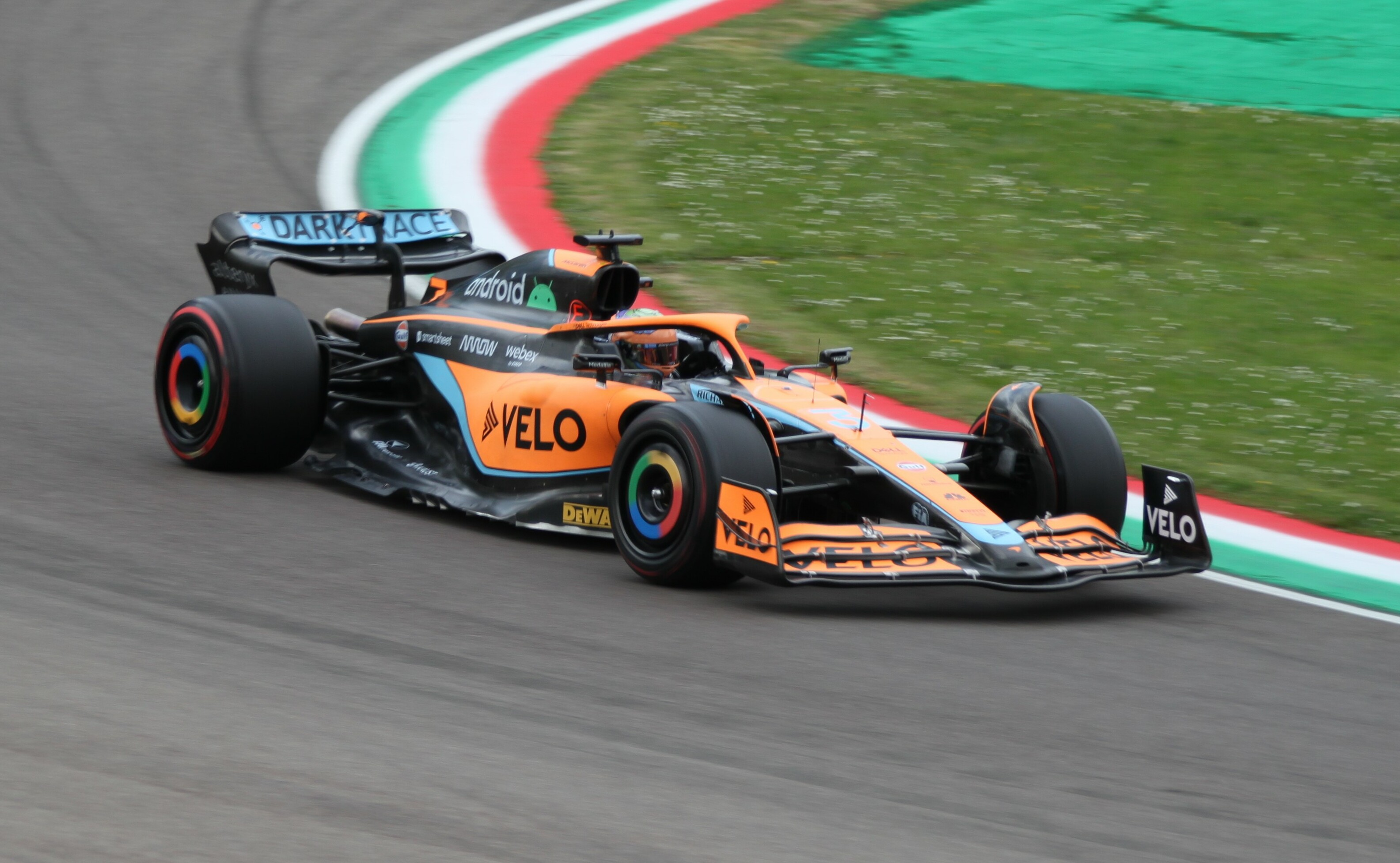
Ricciardo im Mclaren beim Großen Preis der Emilia-Romagna 2022

2020 wurde im Mai bekannt, dass Ricciardo 2021 zu McLaren wechselt, wo er Carlos Sainz jr. ersetzt, der zu Ferrari geht. Beim Großen Preis der Eifel holte er als Dritter Renaults erstes Podium seit deren Wiedereinstieg im Jahr 2016. Dieses Ergebnis wiederholte er beim Emilia-Romagna-GP. Er beendete die Saison auf dem fünften Platz der Fahrerwertung mit 119 Punkten.
2021 wechselte Ricciardo zu McLaren. Sein Teamkollege wurde Lando Norris. Nach anfänglichen Schwierigkeiten kam Ricciardo beim Großen Preis von Italien zum ersten Mal seit drei Jahren als Erster ins Ziel. Es war der erste Sieg für McLaren seit dem Großen Preis von Brasilien 2012. Ricciardo beendete die Saison 2021 auf dem achten Platz. Teamintern unterlag er Norris mit 160 zu 115 Punkten, obwohl dieser kein Rennen gewonnen hatte.
Am 24. August 2022 wurde bekannt gegeben, dass Ricciardo McLaren am Ende der Saison 2022 verlassen wird. Eine Woche später bestätigte McLaren, dass der Australier 2023 von seinem Landsmann Oscar Piastri ersetzt wird, der 2021 die FIA-Formel-2-Meisterschaft gewann. Piastri wurde ursprünglich von Alpine als Stammfahrer für das nächste Jahr angekündigt, nachdem Fernando Alonso seinen Wechsel zu Aston Martin bekannt gegeben hatte. Der Australier bestritt jedoch in seinen sozialen Netzwerken, 2023 für das französische Team zu fahren. McLaren buhlte um den Alpine-Junior und -Testpilot und hatte ihn Gerüchten zufolge bereits mit einem Vertrag ausgestattet. Es entwickelte sich ein Konflikt zwischen beiden Teams, ehe das Contract Recognition Board der FIA am 2. September 2022 final entschied, dass Piastris Vertrag bei McLaren Gültigkeit besitzt und das Talent 2023 für den Rennstall an den Start gehen wird.
Ricciardo stand für die Saison 2023 zunächst als Testfahrer bei Red Bull unter Vertrag. Am 11. Juli wurde bekannt gegeben, dass er ab dem Großen Preis von Ungarn 2023 Nyck de Vries bei AlphaTauri ersetzen wird. Beim zweiten Freien Training des Großen Preises der Niederlande 2023 brach sich Ricciardo bei einem Unfall die Hand und konnte das Rennwochenende nicht weiterfahren. Der 21-jährige Liam Lawson ersetzte Ricciardo daraufhin. Am 23. September 2023 wurde bekannt gegeben, dass sein Vertrag um ein Jahr verlängert wurde. Beim Großen Preis der USA 2023 kehrte Ricciardo nach seiner Handverletzung zurück. Im anschließenden Rennen, dem Großen Preis von Mexiko 2023, erzielte er als Siebter erstmals Punkte in der Saison. Mit sechs Punkten belegte er am Saisonende den 17. Platz im Klassement.
In der laufenden Saison 2024 wurde Ricciardo nach dem Grand Prix von Singapur von RB entlassen und durch Liam Lawson ersetzt.

## Persönliches
Ricciardos Nachname stammt von seinem italienischen Vater, auch seine Mutter hat italienische Vorfahren. Er bevorzugt allerdings die englische Aussprache seines Namens. Um seine Karriere voranzutreiben, zog Daniel Ricciardo als Jugendlicher allein von Australien nach Italien und lernte fließend Italienisch. Heutzutage wohnt er in Monaco, wie mehrere Formel-1-Fahrer.
Er ist mit Heidi Berger, der Tochter von Gerhard Berger, liiert.

## Sonstiges
In der Formel 1 ist Ricciardo unter dem Spitznamen „Honey Badger“ (dt. „Honigdachs“) bekannt, dessen Eigenschaften er sich zuschreibt.
Ricciardo feiert Rennsiege und Podestplätze oft mit einem „Shoey“, d. h. er füllt den auf dem Podium üblicherweise verteilten Champagner in seinen Schuh und trinkt daraus.
Für seine Verdienste um den Motorsport als Wettkämpfer und Botschafter sowie für die Gemeinschaft wurde er 2022 zum Member des Order of Australia ernannt.

## Statistik

### Karrierestationen
- 2000–2004: Kartsport
- 2005: Australische Formel Ford
- 2006: Asiatische Formel BMW (Platz 3)
- 2006: Britische Formel BMW (Platz 20)
- 2007: Italienische Formel Renault (Platz 6)
- 2008: Westeuropäische Formel Renault (Meister)
- 2008: Formel Renault 2.0 Eurocup (Vizemeister)
- 2009: Britische Formel-3-Meisterschaft (Meister)
- 2009: Formel Renault 3.5 (Platz 34)
- 2009: Formel 1 (Testfahrer)
- 2010: Formel Renault 3.5 (Platz 2)
- 2010: Formel 1 (Testfahrer)
- 2011: Formel Renault 3.5 (Platz 5)
- 2011: Formel 1 (Platz 27)
- 2012: Formel 1 (Platz 18)
- 2013: Formel 1 (Platz 14)
- 2014: Formel 1 (Platz 3)
- 2015: Formel 1 (Platz 8)
- 2016: Formel 1 (Platz 3)
- 2017: Formel 1 (Platz 5)
- 2018: Formel 1 (Platz 6)
- 2019: Formel 1 (Platz 9)
- 2020: Formel 1 (Platz 5)
- 2021: Formel 1 (Platz 8)
- 2022: Formel 1 (Platz 11)
- 2023: Formel 1 (Platz 17)
- 2024: Formel 1 (Platz 17)

### Statistik in der Formel-1-Weltmeisterschaft
Diese Statistik umfasst alle Teilnahmen des Fahrers an der Formel-1-Weltmeisterschaft.

#### Grand-Prix-Siege
| - 2014: Kanada (Montreal) - 2014: Ungarn (Mogyoród) - 2014: Belgien (Spa-Francorchamps) - 2016: Malaysia (Sepang) | - 2017: Aserbaidschan (Baku) - 2018: China (Shanghai) - 2018: Monaco (Monte Carlo) - 2021: Italien (Monza) |  |

#### Gesamtübersicht
(Stand: Saisonende 2024)
| Saison | Team                              | Chassis              | Motor                  | Rennen | Siege | Zweiter | Dritter | Poles | schn. Rennrunden | Punkte | WM-Pos. |
| ------ | --------------------------------- | -------------------- | ---------------------- | ------ | ----- | ------- | ------- | ----- | ---------------- | ------ | ------- |
| 2011   | HRT F1 Team                       | HRT F111             | Cosworth 2.4 V8        | 11     | –     | –       | –       | –     | –                | –      | 27.     |
| 2012   | Scuderia Toro Rosso               | Toro Rosso STR7      | Ferrari 2.4 V8         | 20     | –     | –       | –       | –     | –                | 10     | 18.     |
| 2013   | Scuderia Toro Rosso               | Toro Rosso STR8      | Ferrari 2.4 V8         | 19     | −     | −       | −       | −     | −                | 20     | 14.     |
| 2014   | Infiniti Red Bull Racing          | Red Bull RB10        | Renault 1.6 V6 Turbo   | 19     | 3     | −       | 5       | −     | 1                | 238    | 3.      |
| 2015   | Infiniti Red Bull Racing          | Red Bull RB11        | Renault 1.6 V6 Turbo   | 19     | −     | 1       | 1       | −     | 3                | 92     | 8.      |
| 2016   | Red Bull Racing                   | Red Bull RB12        | TAG Heuer 1.6 V6 Turbo | 21     | 1     | 4       | 3       | 1     | 4                | 256    | 3.      |
| 2017   | Red Bull Racing                   | Red Bull RB13        | TAG Heuer 1.6 V6 Turbo | 20     | 1     | 1       | 7       | −     | 1                | 200    | 5.      |
| 2018   | Aston Martin Red Bull Racing      | Red Bull Racing RB14 | TAG Heuer 1.6 V6 Turbo | 21     | 2     | −       | −       | 2     | 4                | 170    | 6.      |
| 2019   | Renault F1 Team                   | Renault R.S.19       | Renault 1.6 V6 Turbo   | 21     | −     | −       | −       | −     | −                | 54     | 9.      |
| 2020   | Renault DP World F1 Team          | Renault R.S.20       | Renault 1.6 V6 Turbo   | 17     | −     | −       | 2       | −     | 2                | 119    | 5.      |
| 2021   | McLaren F1 Team                   | McLaren MCL35M       | Mercedes 1.6 V6 Turbo  | 22     | 1     | −       | −       | −     | 1                | 115    | 8.      |
| 2022   | McLaren F1 Team                   | McLaren MCL36        | Mercedes 1.6 V6 Turbo  | 22     | −     | −       | −       | −     | −                | 37     | 11.     |
| 2023   | Scuderia AlphaTauri               | AlphaTauri AT04      | Honda RBPTH001         | 7      | −     | −       | −       | −     | −                | 6      | 17.     |
| 2024   | Visa Cash App RB Formula One Team | VCARB 01             | Honda RBPTH002         | 18     | −     | −       | −       | −     | 1                | 12     | 17.     |
| Gesamt | Gesamt                            | Gesamt               | Gesamt                 | 257    | 8     | 6       | 18      | 3     | 17               | 1329   |         |

#### Einzelergebnisse
| Saison | 1   | 2  | 3   | 4   | 5   | 6  | 7  | 8   | 9  | 10  | 11  | 12  | 13  | 14  | 15  | 16  | 17  | 18  | 19  | 20  | 21 | 22 | 23 | 24 |
| ------ | --- | -- | --- | --- | --- | -- | -- | --- | -- | --- | --- | --- | --- | --- | --- | --- | --- | --- | --- | --- | -- | -- | -- | -- |
| 2011   |     |    |     |     |     |    |    |     |    |     |     |     |     |     |     |     |     |     |     |     |    |    |    |    |
| PO     | PO  | PO | PO  | PO  | PO  | PO | PO | 19  | 19 | 18  | DNF | NC  | 19  | 22  | 19  | 18  | DNF | 20  |     |     |    |    |    |    |
| 2012   |     |    |     |     |     |    |    |     |    |     |     |     |     |     |     |     |     |     |     |     |    |    |    |    |
| 9      | 12  | 17 | 15  | 13  | DNF | 14 | 11 | 13  | 13 | 15  | 9   | 12  | 9   | 10  | 9   | 13  | 10  | 12  | 13  |     |    |    |    |    |
| 2013   |     |    |     |     |     |    |    |     |    |     |     |     |     |     |     |     |     |     |     |     |    |    |    |    |
| DNF    | 18* | 7  | 16  | 10  | DNF | 15 | 8  | 12  | 13 | 10  | 7   | DNF | 19* | 13  | 10  | 16  | 11  | 10  |     |     |    |    |    |    |
| 2014   |     |    |     |     |     |    |    |     |    |     |     |     |     |     |     |     |     |     |     |     |    |    |    |    |
| DSQ    | DNF | 4  | 4   | 3   | 3   | 1  | 8  | 3   | 6  | 1   | 1   | 5   | 3   | 4   | 7   | 3   | DNF | 4   |     |     |    |    |    |    |
| 2015   |     |    |     |     |     |    |    |     |    |     |     |     |     |     |     |     |     |     |     |     |    |    |    |    |
| 6      | 10  | 9  | 6   | 7   | 5   | 13 | 10 | DNF | 3  | DNF | 8   | 2   | 15  | 15* | 10  | 5   | 11  | 6   |     |     |    |    |    |    |
| 2016   |     |    |     |     |     |    |    |     |    |     |     |     |     |     |     |     |     |     |     |     |    |    |    |    |
| 4      | 4   | 4  | 11  | 4   | 2   | 7  | 7  | 5   | 4  | 3   | 2   | 2   | 5   | 2   | 1   | 6   | 3   | 3   | 8   | 5   |    |    |    |    |
| 2017   |     |    |     |     |     |    |    |     |    |     |     |     |     |     |     |     |     |     |     |     |    |    |    |    |
| DNF    | 4   | 5  | DNF | 3   | 3   | 3  | 1  | 3   | 5  | DNF | 3   | 4   | 2   | 3   | 3   | DNF | DNF | 6   | DNF |     |    |    |    |    |
| 2018   |     |    |     |     |     |    |    |     |    |     |     |     |     |     |     |     |     |     |     |     |    |    |    |    |
| 4      | DNF | 1  | DNF | 5   | 1   | 4  | 4  | DNF | 5  | DNF | 4   | DNF | DNF | 6   | 6   | 4   | DNF | DNF | 4   | 4   |    |    |    |    |
| 2019   |     |    |     |     |     |    |    |     |    |     |     |     |     |     |     |     |     |     |     |     |    |    |    |    |
| DNF    | 18* | 7  | DNF | 12  | 9   | 6  | 11 | 12  | 7  | DNF | 14  | 14  | 4   | 14  | DNF | DSQ | 8   | 6   | 6   | 11  |    |    |    |    |
| 2020   |     |    |     |     |     |    |    |     |    |     |     |     |     |     |     |     |     |     |     |     |    |    |    |    |
| DNF    | 8   | 8  | 4   | 14  | 11  | 4  | 6  | 4   | 5  | 3   | 9   | 3   | 10  | 7   | 5   | 7   |     |     |     |     |    |    |    |    |
| 2021   |     |    |     |     |     |    |    |     |    |     |     |     |     |     |     |     |     |     |     |     |    |    |    |    |
| 7      | 6   | 9  | 6   | 12  | 9   | 6  | 13 | 7   | 5  | 11  | 4   | 11  | 313 | 4   | 13  | 5   | 12  | DNF | 12  | 5   | 12 |    |    |    |
| 2022   |     |    |     |     |     |    |    |     |    |     |     |     |     |     |     |     |     |     |     |     |    |    |    |    |
| 14     | DNF | 6  | 186 | 13  | 12  | 13 | 8  | 11  | 13 | 9   | 9   | 15  | 15  | 17  | DNF | 5   | 11  | 16  | 7   | DNF | 9  |    |    |    |
| 2023   |     |    |     |     |     |    |    |     |    |     |     |     |     |     |     |     |     |     |     |     |    |    |    |    |
|        |     |    |     |     | C   |    |    |     |    |     | 13  | 16  | PO  | INJ | INJ | INJ | INJ | 15  | 7   | 13  | 14 | 11 |    |    |
| 2024   |     |    |     |     |     |    |    |     |    |     |     |     |     |     |     |     |     |     |     |     |    |    |    |    |
| 13     | 16  | 12 | DNF | DNF | 154 | 13 | 12 | 8   | 15 | 9   | 13  | 12  | 10  | 12  | 13  | 13  | 18  |     |     |     |    |    |    |    |

| Legende  | Legende            | Legende                                                          |
| Farbe    | Abkürzung          | Bedeutung                                                        |
| -------- | ------------------ | ---------------------------------------------------------------- |
| Gold     | –                  | Sieg                                                             |
| Silber   | –                  | 2. Platz                                                         |
| Bronze   | –                  | 3. Platz                                                         |
| Grün     | –                  | Platzierung in den Punkten                                       |
| Blau     | –                  | Klassifiziert außerhalb der Punkteränge                          |
| Violett  | DNF                | Rennen nicht beendet (did not finish)                            |
| Violett  | NC                 | nicht klassifiziert (not classified)                             |
| Rot      | DNQ                | nicht qualifiziert (did not qualify)                             |
| Rot      | DNPQ               | in Vorqualifikation gescheitert (did not pre-qualify)            |
| Schwarz  | DSQ                | disqualifiziert (disqualified)                                   |
| Weiß     | DNS                | nicht am Start (did not start)                                   |
| Weiß     | WD                 | zurückgezogen (withdrawn)                                        |
| Hellblau | PO                 | nur am Training teilgenommen (practiced only)                    |
| Hellblau | TD                 | Freitags-Testfahrer (test driver)                                |
| ohne     | DNP                | nicht am Training teilgenommen (did not practice)                |
| ohne     | INJ                | verletzt oder krank (injured)                                    |
| ohne     | EX                 | ausgeschlossen (excluded)                                        |
| ohne     | DNA                | nicht erschienen (did not arrive)                                |
| ohne     | C                  | Rennen abgesagt (cancelled)                                      |
| ohne     | keine WM-Teilnahme |                                                                  |
| sonstige | P/fett             | Pole-Position                                                    |
| sonstige | 1/2/3/4/5/6/7/8    | Punktplatzierung im Sprint-/Qualifikationsrennen                 |
| sonstige | SR/kursiv          | Schnellste Rennrunde                                             |
| sonstige | *                  | nicht im Ziel, aufgrund der zurückgelegten Distanz aber gewertet |
| sonstige | ()                 | Streichresultate                                                 |
| sonstige | unterstrichen      | Führender in der Gesamtwertung                                   |